# Babylon Berlin
Babylon Berlin és una sèrie de televisió alemanya de caràcter històric i policíac, estrenada el 13 d'octubre de 2017 en la cadena Sky 1 d'Alemanya. La sèrie reprodueix una recerca policíaca a la ciutat de Berlín entre 1929 i 1934 a la República de Weimar. Ha suposat una superproducció en la qual han col·laborat diverses cadenes alemanyes.
La sèrie es basa en les novel·les de l'escriptor i periodista Volker Kutscher. El protagonista és l'inspector de policia Gereon Rath.
El 17 de juliol de 2023 la sèrie es va estrenar en català a TV3 amb l'emissió dels dos primers capítols, els quals van acumular una audiència de 551.000 espectadors, amb una xifra segregada pel primer capítol de 211.000 espectadors i un 12,9% de quota de pantalla.

## Argument

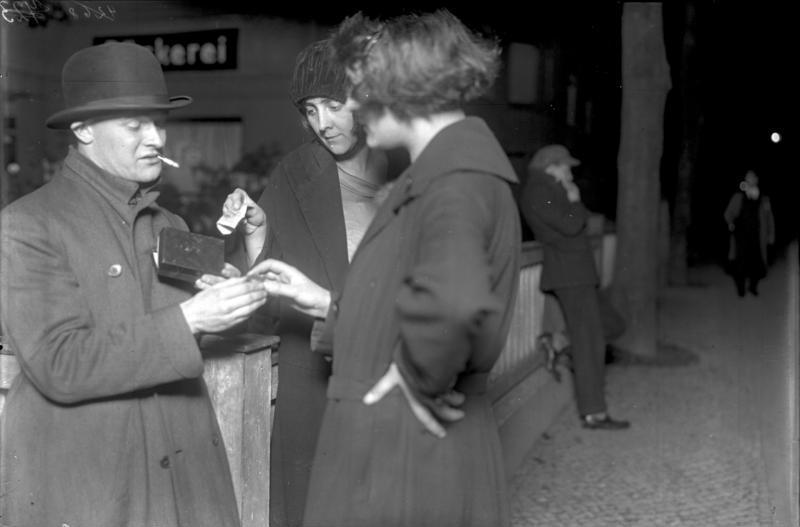
Al Berlín de 1930 unes prostitutes compren càpsules de cocaïna, que es venen al preu de 5 marcs cadascuna.

El 1929 a la República de Weimar, Gereon Rath, un inspector de la policia de Colònia s'incorpora a la unitat antivici de Berlín, on investiga una xarxa de pornografia al cinema, amb el rerefons dels moviments polítics de l'època i la vida nocturna i la música dels cabarets.
El detectiu compta amb la col·laboració de Charlotte Ritter, una mecanògrafa, treballadora esporàdica de la policia interpretada per l'actriu Liv Lisa Fries, que s'esforça per deixar enrere la pobresa del seu barri desolat i que a les nits acudeix a Moka Efti, un local abarrotat on triomfa la música, el ball i el sexe.
La ciutat apareix retratada com una gran metròpolis plena de llibertat, que està a punt de sofrir un canvi radical amb l'arribada del nacionalsocialisme.

## Repartiment i papers
- Volker Bruch com a Inspector Gereon Rath, un veterà de combat de l'Exèrcit Imperial Alemany durant la Primera Guerra Mundial i un policia recentment transferit de la seva ciutat natal de Colònia a Berlín; lluita amb la dependència de la morfina lligada a les seves experiències de guerra, particularment la síndrome del supervivent que pateix a rel de la pèrdua del seu germà.
- Liv Lisa Fries com Charlotte Ritter, una flapper dels barris pobres de Neukölln i una prostituta ocasional al cabaret Moka Efti, que treballa com a agent de policia i somia de convertir-se en la primera detectiva d'homicidis femenina en la història de la Policia de Berlín.
- Peter Kurth com a Inspector Bruno Wolter, un investigador de la policia de costums de Berlín, l'afabilitat de la qual emmascara tendències indecoroses.
- Matthias Brandt com a regidor August Benda, com a conseller August Benda, el cap jueu del departament de "Policia política" de la Policia de Berlín. Investigador tenaç i veritable creient a la República de Weimar, Benda és igualment avorrit pels monàrquics, comunistes i nazis; durant anys, ha estat investigant la Reichswehr negra.
- Leonie Benesch com Greta Overbeck, una amiga de la infància de Charlotte Ritter que finalment troba feina com a serventa domèstica del conseller Benda.
- Ernst Stötzner com a General Kurt Seegers un membre de l'Estat Major General del Reichswehr i oficial comandant del DCI Bruno Wolter durant la Gran Guerra; s'oposa a la República i és responsable de moltes activitats secretes.
- Severija Janušauskaitė com a comtessa Svetlana Sorokina / Nikoros, un emigrant rus blanc, transvestit cantant al cabaret Moka Efti, i espia per a la policia secreta soviètica.
- Hannah Herzsprung com Helga Rath, amant secret de l'inspector Gereon Rath durant més de deu anys i esposa del seu germà, que ha desaparegut des de la Primera Guerra Mundial.
- Ivan Shvedoff com Alexei Kardakov, un refugiat rus antiestalinista i líder d'una cel·la trotskista a Berlín anomenada la "Fortalesa Roja".
- Lars Eidinger com a Alfred Nyssen, un fabricant d'acer amb vincles amb Reichswehr i oficials de Freikorps conspirant per enderrocar la República i restaurar al Kàiser Guillem II al tron alemany i que detesta el governant Partit Socialdemòcrata d'Alemanya.
- Anton von Lucke com a Stephan Jänicke, un jove detectiu de la Policia de Berlín que ha estat assignat pel conseller Benda per investigar Wolter pels lligams amb la Reichswehr negra.
- Mišel Matičević com a Edgar Kasabian, L'"Armeni", el propietari impecablement vestit del cabaret Moka Efti i el líder del crim organitzat a Berlín; un gàngster despietat, també té un club d'anell, on fan combats de boxa, però amb profunds principis, actua com a protector secret de l'inspector Gereon Rath per raons personals.
- Fritzi Haberlandt com a Elisabeth Behnke, una amiga amable de Bruno Wolter que té una pensió on s'allotja l'inspector Rath.
- Karl Markovics com a Samuel Katelbach, un excèntric escriptor i de vegades periodista que es fa amic de Rath a la pensió.
- Jens Harzer com a Dr. Anno Schmidt, un misteriós metge les pràctiques atípiques del qual són considerades marginals per la comunitat mèdica de Berlín però anunciades per altres, incloent-hi l'armeni.
- Jördis Triebel com a Dr. Völcker, una metgessa comunista que no està d'acord amb les pràctiques del departament de policia de Berlín.
- Christian Friedel com a Reinhold Gräf, un fotògraf del departament de policia de Berlín que treballa estretament amb Rath.
- Thomas Thieme com a Karl Zörgiebel, el cap de policia de Berlín i antic cap de Colònia.
- Benno Fürmann com a coronel Gottfried Wendt, un ambiciós i poc fiable conseller de policia política que és un actor de poder del NSDAP.
- Ronald Zehrfeld com a Walter Weintraub, el misteriós i despietat company de L'"Armeni" que torna de temps a la presó.
- Meret Becker com a Esther Kasabian, una antiga actriu i cantant que treballa al Moka Efti es va casar amb L'"Armeni" que somia a tornar a actuar i reconciliar els homes que estima.
- Irene Böhm com a Antonia Ritter/Toni, la germana de Charlotte que es veu inclosa en un cas d'assassinat i la principal sospitosa.
- Hanno Koffler com a Walter Stennes, líder de les Sturmabteilung (SA, o "camises marrons") critica la direcció del partit Nazi després del Putsch de Múnic.
- Ivo Pietzcker com a Moritz Rath, nebot de Gereon Rath i fill d'Helga, la curiositat del qual el posa en problemes.
- Udo Samel com a Ernst "Buddha" Gennat, el sever però amable cap del Departament d'Homicidis de Berlín.
- Trystan Pütter com a Hans Litten, és advocat alemany especialitzat en causes contra el moviment nazi per violència política durant la República de Weimar.
- Julius Feldmeier com a Horst Kessler, és un Sturmführer de Berlín ("líder d'assalt", el grau d'oficial comissionat més baix) de la Sturmabteilung (SA), les tropes d'assalt del Partit Nazi.
- Godehard Giese com a Wilhelm Böhm, un detectiu d'homicidi d'alt rang que sovint xoca amb Rath i Ritter.
- Le Pustra com a Edwina Morell, misteriosa propietària del club nocturn Luxor i amfitriona del Kabarett der Namenlosen a Moka Efti.

## Producció
La sèrie ha comptat amb un pressupost de 40 milions d'euros i en la seva producció, han col·laborat la primera cadena de televisió pública alemanya, l'ARD, la plataforma de pagament Sky Deutschland i les productores X Film Creative Pool i Beta Film. La producció ha estat la més cara de la història de la televisió germana fins a la seva estrena.
Ha estat coescrita i codirigida per Tom Tykwer, director de El perfum i Corre, Lola, corre, Achim von Borries i Henk Handloegten. Destaca igualment la música composta per Johnny Klimek i Tom Tykwer i en la qual també participen The Bryan Ferry Orchestra i la Moka Efti Orchestra.

## Episodis
La primera i la segona temporada, de vuit episodis cadascuna, es van escriure com una sola història (cobrint la primera novel·la de la sèrie de llibres de Kutscher) i es van filmar com una producció. Es van estrenar com un bloc, numerats de l'1 al 16 i s'han emès a tot el món en bloc. A més, els 16 episodis d'ambdues temporades van estar disponibles simultàniament a Netflix. En molts territoris el programa es va emetre com una temporada que consta de vuit episodis de doble durada.
El segon bloc de 12 episodis es coneix oficialment com a Temporada 3, però es va emetre com a Temporada 2 en alguns territoris on els episodis anteriors es van estrenar com un bloc.

### Temporada 1 (2017)
Tots els episodis van ser escrits i dirigits per Henk Handloegten, Achim von Borries i Tom Tykwer.
| Núm. | Títol       | Data d'estrena original | Data d'emissió a Catalunya (TV3) | Espectadors (TV3) |
| ---- | ----------- | ----------------------- | -------------------------------- | ----------------- |
| 1    | «Episodi 1» | 13 d'octubre de 2017    | 17 de juliol de 2023             | 210.000 (12,9%)   |
| 2    | «Episodi 2» | 13 d'octubre de 2017    | 17 de juliol de 2023             | Sense determinar  |
| 3    | «Episodi 3» | 20 d'octubre de 2017    | 24 de juliol de 2023             | 202.000 (10,1%)   |
| 4    | «Episodi 4» | 20 d'octubre de 2017    | 24 de juliol de 2023             | 121.000 (7,4%)    |
| 5    | «Episodi 5» | 27 d'octubre de 2017    | 31 de juliol de 2023             | 154.000 (9,3%)    |
| 6    | «Episodi 6» | 27 d'octubre de 2017    | 31 de juliol de 2023             | 78.000 (5,7%)     |
| 7    | «Episodi 7» | 3 de novembre de 2017   | 7 d'agost de 2023                | 116.000 (7,5%)    |
| 8    | «Episodi 8» | 3 de novembre de 2017   | 7 d'agost de 2023                | Sense determinar  |

### Temporada 2 (2017)
Els episodis de la segona temporada van ser escrits i dirigits per Henk Handloegten, Achim von Borries i Tom Tykwer.
| Núm. | Títol        | Data d'estrena original | Data d'emissió a Catalunya (TV3) | Espectadors (TV3) |
| ---- | ------------ | ----------------------- | -------------------------------- | ----------------- |
| 1    | «Episodi 9»  | 10 de novembre de 2017  | 14 d'agost de 2023               | Sense determinar  |
| 2    | «Episodi 10» | 10 de novembre de 2017  | 14 d'agost de 2023               | Sense determinar  |
| 3    | «Episodi 11» | 17 de novembre de 2017  | 21 d'agost de 2023               | 104.000 (6,3%)    |
| 4    | «Episodi 12» | 17 de novembre de 2017  | 21 d'agost de 2023               | 80.000 (5,6%)     |
| 5    | «Episodi 13» | 24 de novembre de 2017  | 28 d'agost de 2023               | 137.000 (8,3%)    |
| 6    | «Episodi 14» | 24 de novembre de 2017  | 28 d'agost de 2023               | 6,6%              |
| 7    | «Episodi 15» | 1 de desembre de 2017   | 4 de setembre de 2023            | 118.000 (6,8%)    |
| 8    | «Episodi 16» | 1 de desembre de 2017   | 4 de setembre de 2023            | 73.000 (4,9%)     |

### Temporada 3 (2020)
| Núm. | Títol        | Data d'estrena original | Data d'estrena a Catalunya (3Cat) |
| ---- | ------------ | ----------------------- | --------------------------------- |
| 1    | «Episodi 17» | 24 de gener de 2020     | 30 d'octubre de 2023              |
| 2    | «Episodi 18» | 24 de gener de 2020     | 30 d'octubre de 2023              |
| 3    | «Episodi 19» | 31 de gener de 2020     | 30 d'octubre de 2023              |
| 4    | «Episodi 20» | 31 de gener de 2020     | 30 d'octubre de 2023              |
| 5    | «Episodi 21» | 7 de febrer de 2020     | 30 d'octubre de 2023              |
| 6    | «Episodi 22» | 7 de febrer de 2020     | 30 d'octubre de 2023              |
| 7    | «Episodi 23» | 14 de febrer de 2020    | 30 d'octubre de 2023              |
| 8    | «Episodi 24» | 14 de febrer de 2020    | 30 d'octubre de 2023              |
| 9    | «Episodi 25» | 21 de febrer de 2020    | 30 d'octubre de 2023              |
| 10   | «Episodi 26» | 21 de febrer de 2020    | 30 d'octubre de 2023              |
| 11   | «Episodi 27» | 28 de febrer de 2020    | 30 d'octubre de 2023              |
| 12   | «Episodi 28» | 28 de febrer de 2020    | 30 d'octubre de 2023              |

### Temporada 4 (2022)
| Núm. | Títol        | Data d'estrena original |
| ---- | ------------ | ----------------------- |
| 1    | «Episodi 29» | 8 d'octubre de 2022     |
| 2    | «Episodi 30» | 8 d'octubre de 2022     |
| 3    | «Episodi 31» | 15 d'octubre de 2022    |
| 4    | «Episodi 32» | 15 d'octubre de 2022    |
| 5    | «Episodi 33» | 22 d'octubre de 2022    |
| 6    | «Episodi 34» | 22 d'octubre de 2022    |
| 7    | «Episodi 35» | 29 d'octubre de 2022    |
| 8    | «Episodi 36» | 29 d'octubre de 2022    |
| 9    | «Episodi 37» | 5 de novembre de 2022   |
| 10   | «Episodi 38» | 5 de novembre de 2022   |
| 11   | «Episodi 39» | 12 de novembre de 2022  |
| 12   | «Episodi 40» | 12 de novembre de 2022  |